# Larkin Seiple
Larkin Seiple (* 1985) ist ein US-amerikanischer Kameramann.

## Leben
Larkin Seiple wuchs in Seattle im US-Bundesstaat Washington auf und ist Absolvent des Emerson College in Boston. Er drehte Musikvideos für Stars wie Katy Perry, Rihanna oder DJ Snake. Für sein Video zu Never Catch Me von Flying Lotus Feat. Kendrick Lamar wurde Seiple bei den MTV Video Music Awards 2015 für seine Arbeit ausgezeichnet und erhielt drei Jahre später eine Nominierung für das Video zu This Is America von Donald Glover aka Childish Gambino.
Sein erster Spielfilm, für den er arbeitete, war der Thriller Cop Car von Jon Watts. Es folgte der Film Swiss Army Man von Daniel Kwan und Daniel Scheinert, der im Januar 2016 beim Sundance Film Festival seine Weltpremiere feierte. Wie er selbst sind Kwan und Scheinert Absolventen des Emerson College. Im darauffolgenden Jahr wurde beim Sundance Film Festival der Kriminalfilm Fremd in der Welt von Macon Blair vorgestellt, bei dem Seiple als Kameramann arbeitete. Es folgten der Science-Fiction-Thriller Kin von Jonathan und Josh Baker, der Ende August 2018 in die US-Kinos kam und das Filmdrama Luce von Julius Onah, das 2019 in die US-Kinos kam. Seine nächste Arbeit To Leslie von Michael Morris feierte im März 2022 beim South by Southwest Film Festival seine Premiere. Hier wurde auch Everything Everywhere All at Once gezeigt, der zweite gemeinsame Spielfilm von Kwan und Scheinert.

## Filmografie
- 2015: Cop Car
- 2016: Swiss Army Man
- 2017: Fremd in der Welt (I Don’t Feel at Home in This World Anymore)
- 2018: Kin
- 2019: Luce
- 2022: To Leslie
- 2022: Everything Everywhere All at Once
- seit 2022: Gaslit (Fernsehserie, 5 Folgen)
- 2024: Wolfs
- 2025: Weapons – Die Stunde des Verschwindens (Weapons)

## Auszeichnungen
Camerimage
- 2011: Nominierung in der Kategorie Beste Kamera in einem Musikvideo (Beautiful Girl von William Fitzsimmons)
- 2014: Nominierung in der Kategorie Beste Kamera in einem Musikvideo (Turn Down for What von DJ Snake and Lil Jon)
- 2014: Nominierung in der Kategorie Beste Kamera in einem Musikvideo (We Exist von Arcade Fire)
- 2014: Nominierung in der Kategorie Beste Kamera in einem Musikvideo (Gold von Chet Faker)
- 2018: Auszeichnung in der Kategorie Beste Kamera in einem Musikvideo (This Is America von Childish Gambino)
- 2021: Nominierung für den Goldenen Frosch im Music Videos Competition (sad day von FKA Twigs)[4]

MTV Video Music Awards
- 2015: Auszeichnung für die Beste Kamera in einem Musikvideo (Never Catch Me von Flying Lotus Feat. Kendrick Lamar)
- 2018: Nominierung für die Beste Kamera in einem Musikvideo (This Is America von Childish Gambino)